# Suzuki Inazuma 250
La Suzuki Inazuma 250 è una motocicletta appartenente alla categorie delle naked prodotta dalla casa motociclistica giapponese Suzuki dal 2012.
In alcuni mercati viene venduta come Suzuki GW250 mentre in Giappone viene chiamata Suzuki GSR250.

## Descrizione
Utilizza il motore a quattro tempi e a due cilindri in linea disponibile nell'unica cilindrata di 248 cm³.
La configurazione ciclistica è invece abbastanza classica con forcella telescopica all'anteriore e monoammortizzatore al posteriore 
Altrettanto classico per le due ruote di questo tipo è l'impianto frenante, composto da un doppio freno a disco sull'anteriore, accompagnato da un disco singolo sulla ruota posteriore della Nissin.
Il motore è ad iniezione, raffreddato a liquido con una potenza dichiarata di 25  CV e 22 Nm di coppia.